# Justine Favart
Marie-Justine-Benoîte Favart, även känd som Madame Favart (född Duronceray), född 15 juni 1727 i Avignon, död 22 april 1772 i Belleville, Paris, var en fransk skådespelare, sångare och dansare vid Opéra-Comique och Théâtre italien. Hon gifte sig 1745 med operettförfattaren Charles-Simon Favart och fick med honom sonen Charles-Nicolas Favart (1749-1806).
Hon var även författare och skrev bland annat Annette et Lubin och La fille mal gardée. Tillsammans med sin make utgav hon deras samlade verk Théâtre de monsieur et madame Favart (10 band, 1763-72).
Favart gjorde sig känd för att förändra teatern från den ursprungliga italienska förebilden till den franska opéra comique. Hon införde även förändringar i scenkläderna och var den första som spelade subrett eller lantflicka med bara armar och träskor, i stället för i hovdräkt. 
När hennes man övertog direktionen av marskalkens av Sachsen skådespelartrupp, medföljde hon denna till Flandern, men hade att utstå många otrevligheter från den förälskade marskalken. Hon är huvudpersonen i Offenbachs opéra comique Madame Favart.